# Robert W. Wagner

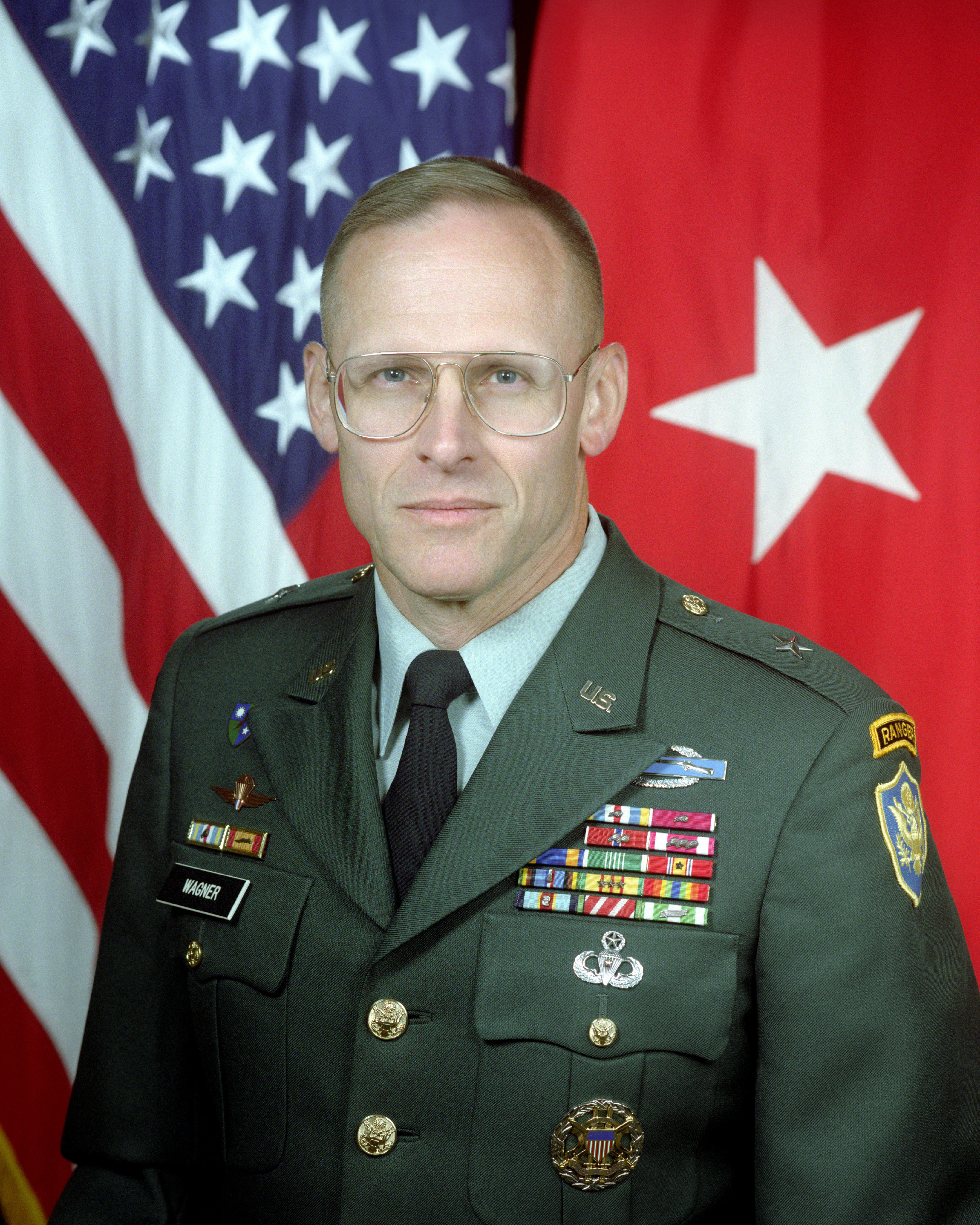
Robert Wagner 1998 als Brigadegeneral

Robert W. Wagner (* um 1948) ist ein pensionierter Generalleutnant der United States Army. Er war unter anderem Kommandeur des United States Army Special Operations Commands.
Robert Wagner wuchs in Independence in Ohio auf. In den Jahren 1966 bis 1970 durchlief er die United States Military Academy in West Point. Nach seiner Graduation wurde er als Leutnant in das Offizierskorps des US-Heeres aufgenommen. In der Armee durchlief er anschließend alle Offiziersränge vom Leutnant bis zum Drei-Sterne-General.
Im Lauf seiner militärischen Karriere absolvierte Wagner verschiedene Kurse und Schulungen. Dazu gehörten unter anderem der Infantry Officer Basic Course, der Infantry Officer Advanced Course, die United States Marine Corps Amphibious Warfare School, das Command and General Staff College und das National War College. Außerdem erhielt er einen akademischen Grad von der Purdue University.
Zwischen August 1971 und Juli 1972 war er im Vietnamkrieg eingesetzt. Im weiteren Verlauf seiner Karriere absolvierte er den für Offiziere in den entsprechenden Rangstufen üblichen Dienst in verschiedenen Einheiten und Standorten. Dazu gehörten auch Aufgaben als Stabsoffizier in verschiedenen Hauptquartieren. Er kommandierte militärische Einheiten auf verschiedenen Ebenen. Zwischenzeitlich war er in Panama stationiert, wo er als Bataillonskommandeur an der US-Invasion in Panama teilnahm. Später kommandierte er dort eine Fallschirmjägereinheit. Wagner war auch mehrfach Stabsmitglied beim Joint Chiefs of Staff in Washington, D.C.
In den Jahren 2000 bis 2002 war er in Vicenza in Italien stationiert, wo er die United States Army Southern European Task Force (Airborne), kommandierte. Seine weiteren Tätigkeiten im höheren Offiziersdienst fanden hauptsächlich im Bereich von Sondereinheiten (Special Forces) statt. Zwischen Januar 2003 und November 2005 war er stellvertretender Kommandeur des United States Joint Forces Command in Norfolk in Virginia.
Am 8. Dezember 2005 übernahm Robert Wagner als Nachfolger von Philip R. Kensinger das Kommando über den United States Army Special Operations Command in Fort Bragg dem heutigen Fort Liberty in North Carolina. Dieses Kommando hatte er bis zum 7. November 2008 inne, als John F. Mulholland Jr. seine Nachfolge antrat. Im Januar 2009 trat Wagner in den Ruhestand.

## Orden und Auszeichnungen
Robert Wagner erhielt im Lauf seiner militärischen Laufbahn unter anderem folgende Auszeichnungen:
- Defense Distinguished Service Medal
- Army Distinguished Service Medal
- Defense Superior Service Medal
- Legion of Merit
- Bronze Star Medal
- Meritorious Service Medal
- Air Medal